# Frýdecké panství

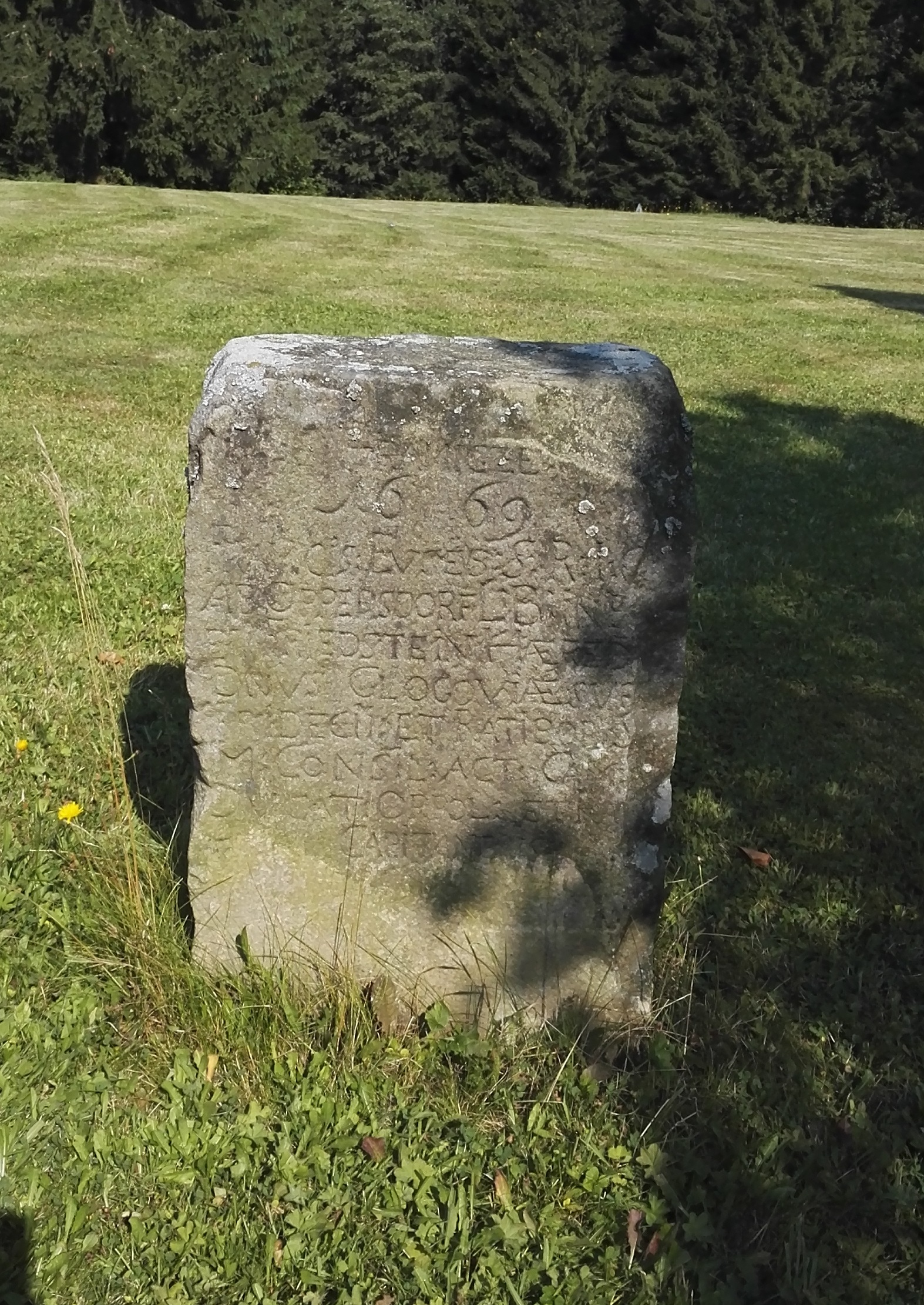
Hraniční kámen frýdeckého panství ze Starých Hamrů z roku 1669

Frýdecké panství bylo stavovské panství rozléhající se okolo města Frýdku. V roce 1571 bylo jako menší stavovské panství (status minor) vyňato kvůli dluhům těšínského spoluknížete Fridricha Kazimíra z přímé podřízenosti Těšínskému knížectví a prodáno rodu z Lohova. Po odkoupení panství olomouckým biskupem Stanislavem Pavlovským roku 1581 bylo od něj odtrženo Místecko a prodáno dále Bruntálským z Vrbna.
V roce 1580 byl vypracován urbář celého panství. Slezská část měla 509 usedlostí, které byly rozděleny v 17 obcích. Samotný Frýdek měl tehdy 162 osedlých. Panství dále disponovalo 5 pilami a kamenolomem.
Roku 1797 bylo frýdecké panství včleněno do těšínské komory.